# The Dawn Patrol
The Dawn Patrol (Brasil: Patrulha da Madrugada / Portugal: A Patrulha da Alvorada) é um filme norte-americano de 1930, do gênero guerra, dirigido por Howard Hawks e estrelado por Richard Barthelmess e Douglas Fairbanks Jr..